# 職業諮詢
职业咨询是指职业咨询师在就業領域向客户提供有關職業選擇的建议和支持，以帮助客户規劃他們的职业道路。职业咨询的歷史可以追溯到19世纪末。